# Фишер (ледник)
Фи́шер (нем. Fieschergletscher) — долинный ледник на южном склоне Бернских Альп в кантоне Вале, Швейцария.

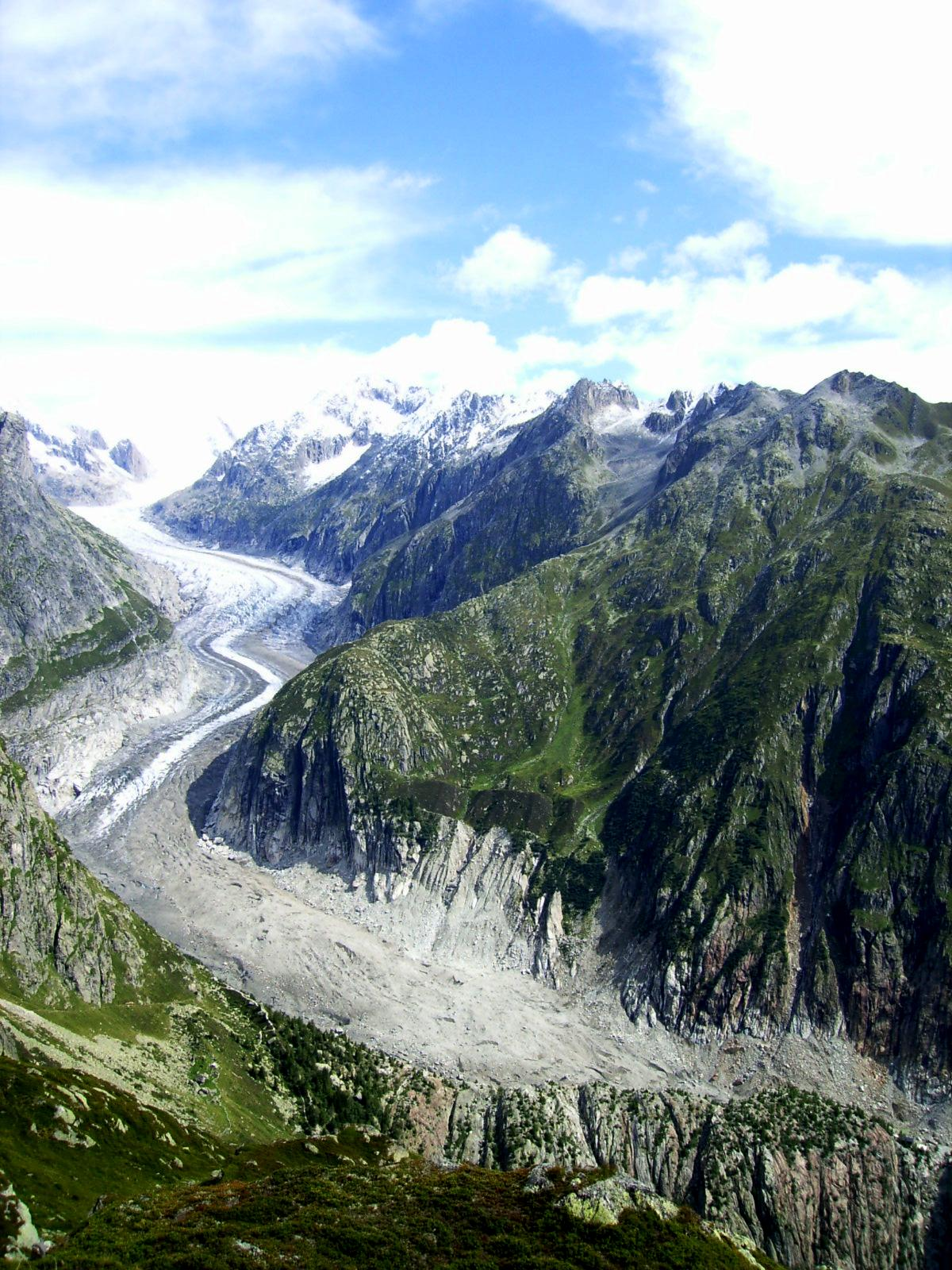
Нижняя часть ледника Фишер

Ледник Фишер имеет длину 15,35 км, и является вторым по протяжённости ледником Альп. Площадь ледника — 34,21 км² (по состоянию на 1973 год).
Зона питания ледника Фишер начинается на высоте около 4000 метров над уровнем моря, на восточном склоне Гросс-Фишерхорна. Ледник стекает в долину между Грос-Грюнхорном и Гросс-Ванненхорном (нем. Gross Wannenhorn) с запада и Финстераархорном (нем. Finsteraarhorn) с востока.
В нижней своей части ледник Фишер поворачивает на юг и течёт через глубокую долину между Грос-Ванненхорном и Вазенхорном (нем. Wasenhorn). Летом, когда стаивает снег, обнажается ледовая поверхность тела ледника, серая от покрывающего его моренного чехла, образованного камнями, падающими со склонов окружающих ледник гор. Конец языка ледника в настоящее время расположен на высоте около 1700 метров на уровнем моря.

## Альпинизм

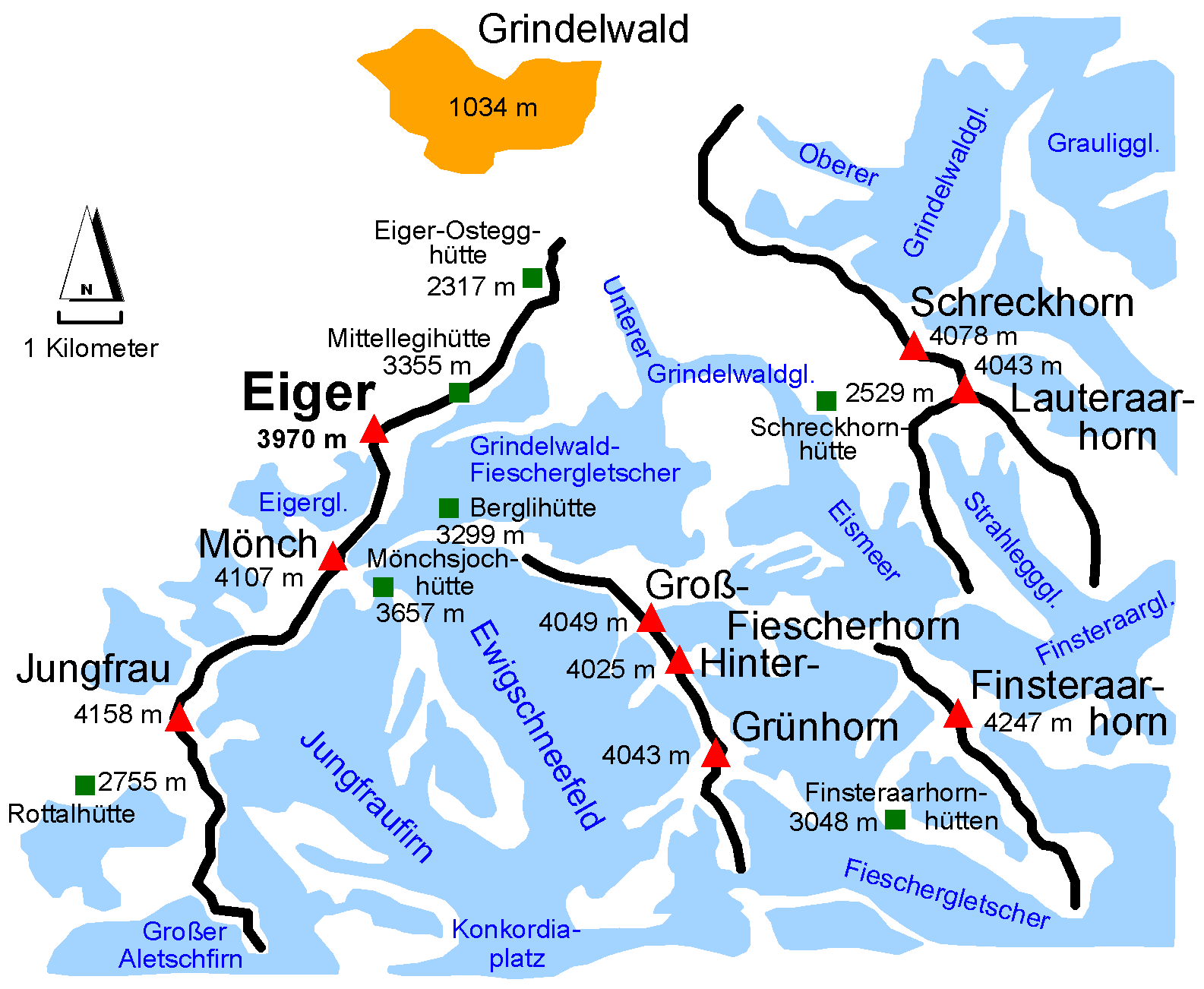
На этой карте в правом нижнем углу показан ледник Фишер, и прямо над ним — горный приют Финстераархорнхютте; в центральной части карты изображён ледник Гриндельвальд-Фишерглетчер

На юго-западном склоне Финстераархорна, приблизительно в 100 метрах выше поверхности ледника, расположена хижина Финстераархорнхютте (нем. Finsteraarhornhütte, 3048 м), принадлежащая Швейцарскому альпийскому клубу. Она часто используется альпинистами и горными туристами как промежуточный лагерь на маршрутах из долины Лёченталь (нем. Lötschental) или через перевал Юнгфрауйох (нем. Jungfraujoch) к перевалу Гримзель (нем. Grimselpass).